# Edgerton (Minnesota)
Edgerton è una città degli Stati Uniti d'America, situata in Minnesota, nella contea di Pipestone.